# Eleusine indica
Eleusine indica és una espècie de planta en la família de les poàcies originària del Vell Món.

## Morfologia
Assoleix 5-9 dm d'altura, tija erecta o ascendent, fulles amb beines foliares comprimides i aquillades, glabres o amb alguns pèls marginals a la part superior, lígula membranosa ciliada d'1 mm de llarg, làmina sovint plegada, fins a de 3 dm x 9 mm d'ample, glabra, però amb un floc de pèls a la gola i de vegades amb alguns pèls llargs en els marges prop de la base.

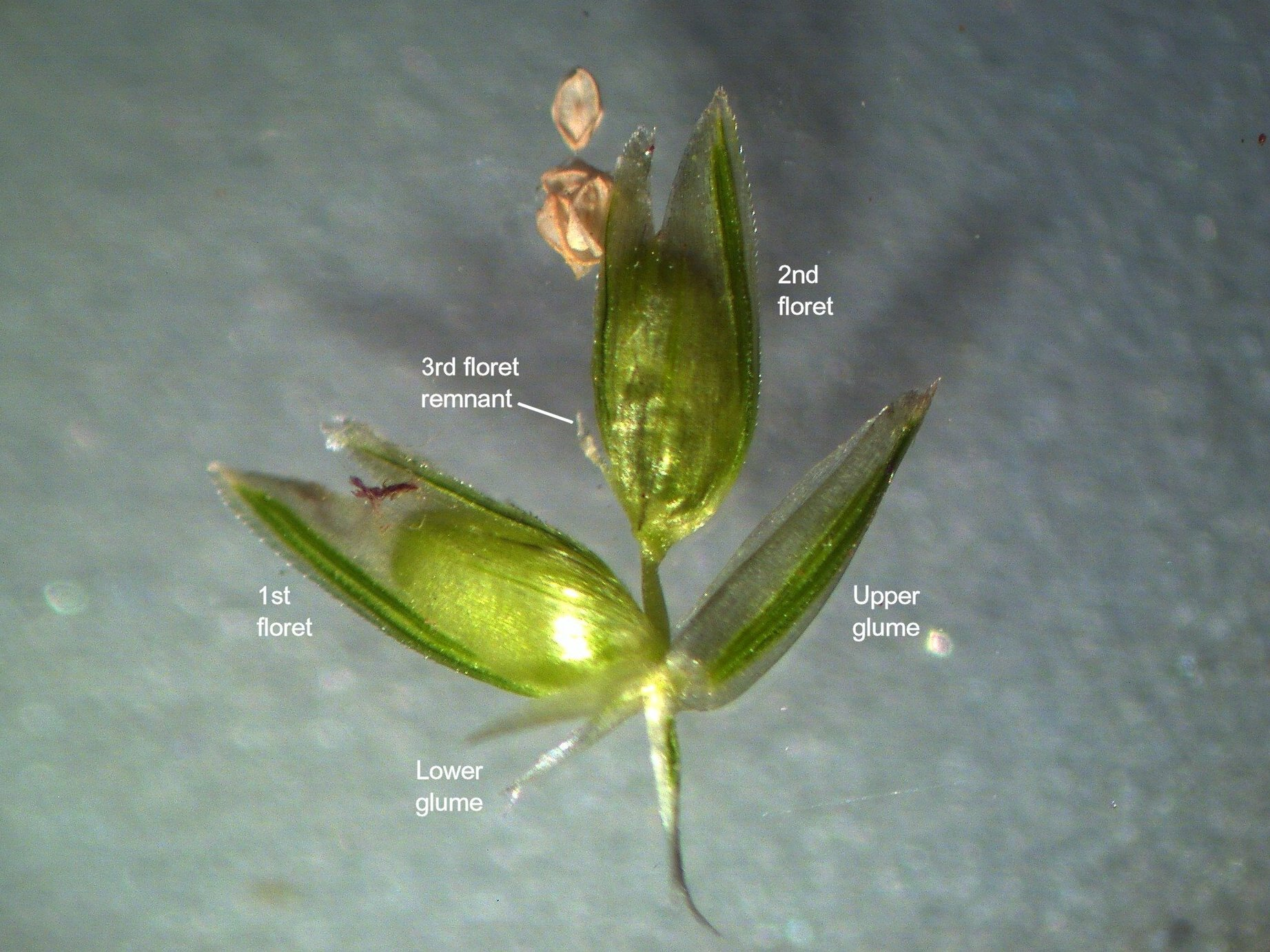
Espigueta desfullada mostrant les diverses flors que la formen

Inflorescència amb branques florals (1) 2 a 10 (17), de (3) 6 a 10 (15) cm de llarg, disposades digitades, però amb una o dues situades més a baix.

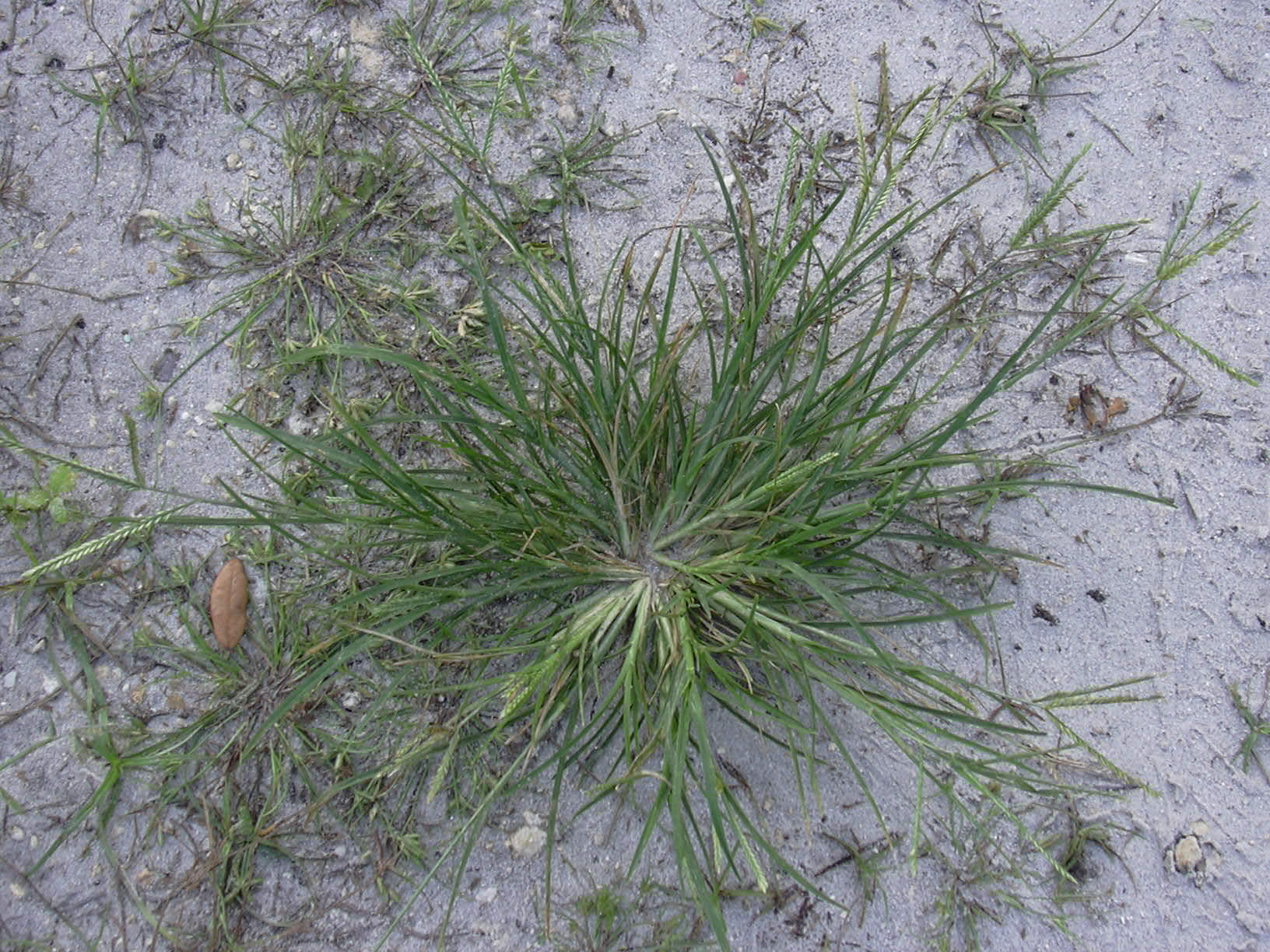
Hàbit d’Eleusine indica.

Les espiguetes de 3 a 7 mm de llarg, compostes de 4 a 9 flors, densament agrupades en un raquis estretament alat o sense ales; 1a gluma de 1,5-1,8 mm de llarg, la 2a de 2 a 3 mm de llarg; lema de 2,5-4 mm de llarg, amb nervadures laterals prominents prop de l'àpex, pàlea més curta que la lema.
Un fruit és una cariopsi lliure o dispersa dins del flòscul, la paret del fruit cau fàcilment. Llavor de 1-2 mm x 1 mm, solcada i rugosa a la superfície, de color cafè fosc, cafè vermellós o cafè negrós.
En les plàntules el coleòptil és oblong de 2-4 mm de llarg; a la primera fulla es poden distingir dues formes, una en la qual la fulla és major que les tres subsegüents i l'altra forma té una grandària similar a les subsegüents, ambdues formes d'àpex obtús i sense pèls; en la segona fulla també hi ha dues formes, ambdues lanceolades a el·líptico-lanceolades. El nombre de cromosomes d’Eleusine indica (fam. Gramineae) i tàxons interespecífics és de n=9; 2n=18

## Ecologia
És anual, li agraden els hàbitats alterats, i la seva distribució és cosmopolita de regions temperades i càlides. És molt persistent.
Aquesta espècie sol créixer en terrenys inundables, ribes de cultiu, terrenys de cultiu, jardins, llocs oberts. És resistent el calcigament. Es troba des del nivell del mar fins als 2.500 msnm; en tots els continents, excepte les regions de clima fred.
Aquesta planta presenta un caràcter invasor i ha estat introduïda a Espanya, ja citada a mitjans del segle xix a Catalunya, però àmpliament per tot el llevant peninsular: País Valencià, i en menor mesura a Múrcia i Almeria; i a les Illes Canàries i País Basc En l'àmbit espanyol la seva proliferació va lligada a terrenys amb alguna mena d'irrigació artificial. S'han determinat diversos sistemes de control entre ells el mulching en camps de conreu, i eventualment mitjançant diversos herbicides com a ara cletodin, EPTC, nicosulfuron o orizalina. També s'ha descrit possible el control biològic mitjançant nematodes del gènere Meloidogyne que ataquen a les arrels.

## Taxonomia
Eleusine indica va ser descrita per (L.) Gaertn. i publicat en De Fructibus et Seminibus Plantarum. 1: 8. 1788.
Sinonímia
- Chloris repens Steud.
- Cynodon indicus (L.) Raspail
- Cynosurus indicus L. basiònim
- Eleusine distachya Nees
- Eleusine distans Link
- Eleusine domingensis Sieber exSchult.
- Eleusine glabra Schumach.
- Eleusine gonantha Schrank
- Eleusine gouini I.Fourn.
- Eleusine gracilis Salisb.
- Eleusine inaequalis I. Fourn.
- Eleusine rigidifolia I. Fourn.
- Eleusine scabra I. Fourn.
- Eleusine textilis Welw.[4]
- Agropyron geminatum Schult. & Schult.f.
- Cynosurus llaura Ham. exWall.
- Cynosurus pectinatus Lam.
- Eleusine domingensis Sieber exSchult.
- Eleusine japonica Steud.
- Eleusine macrosperma Stokes
- Eleusine marginata Lindl.
- Eleusine polydactyla Steud.
- Juncus loureiroana Schult. & Schult.f.
- Leptochloa pectinata (Lam.) Kunth
- Paspalum dissectum Kniph.
- Poa spicata Willd. exSteud.
- Triticum geminatum Spreng.[5][6]